# Kraemeriidae
Die Einteilung der Lebewesen in Systematiken ist kontinuierlicher Gegenstand der Forschung. So existieren neben- und nacheinander verschiedene systematische Klassifikationen. 
Das hier behandelte Taxon ist durch neue Forschungen obsolet geworden oder ist aus anderen Gründen nicht Teil der in der deutschsprachigen Wikipedia dargestellten Systematik.

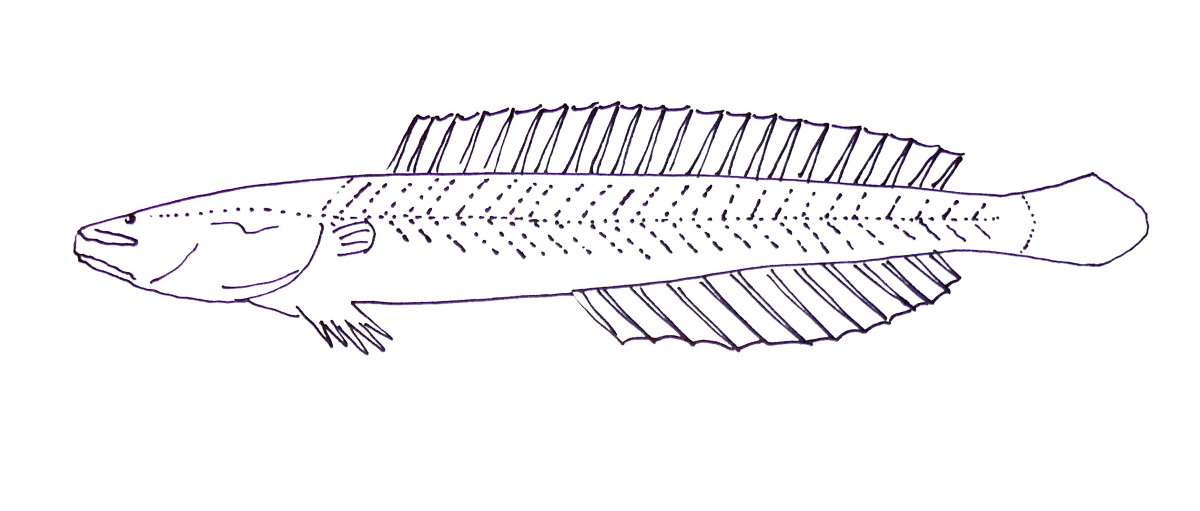
Kraemeria samoensis

Als Kraemeriidae (Whitley, 1935) wurde eine Familie grundelartiger Fische bezeichnet, die im Gebiet des  Indopazifik vorkommt, vor allem im Meer, seltener auch im Brackwasser oder z. B. auf Madagaskar auch in Süßgewässern. Die Fische leben im Flachwasser auf sandigen Böden oft im Sand vergraben, so dass nur noch der Kopf herausschaut. Heute gilt die Familie nicht mehr als gültig und die ihr zugeordneten zwei Gattungen werden in die Familie der Grundeln (Gobiidae) gestellt. Zusammen mit der Gattung Parkraemeria bilden die zwei Gattungen der Kraemeriidae jedoch eine monophyletische Klade, die als Sanddiver (Sandtaucher) bezeichnet wird.

## Merkmale
Die Kraemeriidae werden maximal sechs Zentimeter lang. Ihr Körper ist langgestreckt und schuppenlos. Die Augen sind klein, die Zunge ist zweispitzig. Die Fische haben fünf Kiemenbögen. Rücken- und Afterflosse sind nicht mit der Schwanzflosse zusammengewachsen. Die Rückenflosse wird normalerweise von vier bis sechs schwachen Hartstrahlen und von 13 bis 18 Weichstrahlen gestützt. Die Bauchflossen haben einen Hart- und fünf Weichstrahlen. Sie sind bei Kraemeria getrennt, bei Gobitrichinotus zusammengewachsen.

## Gattungen und Arten
Es gibt zwei Gattungen und neun Arten.
- Gobitrichinotus Fowler, 1943
  - Gobitrichinotus arnoulti Kiener, 1963
  - Gobitrichinotus radiocularis Fowler, 1943
- Kraemeria Steindachner, 1906
  - Kraemeria bryani Schultz, 1941
  - Kraemeria cunicularia Rofen, 1958
  - Kraemeria galatheaensis Rofen, 1958
  - Kraemeria merensis Whitley, 1935
  - Kraemeria nuda (Regan, 1908)
  - Kraemeria samoensis Steindachner, 1906
  - Kraemeria tongaensis Rofen, 1958